# Refractory Obdurate
Albums de Wovenhand
The Laughing Stalk
(2012) Star Treatment
(2016)
Refractory Obdurate est le huitième album studio du groupe de rock alternatif Wovenhand sorti le 29 avril 2014 sur le label Glitterhouse Records.

## Liste des titres de l'album
Tous les titres sont de David Eugene Edwards (sauf mentions) :
1. Corsicana Clip – 4 min 47 s
2. Masonic Youth – 3 min 39 s
3. The Refractory – 4 min 53 s
4. Good Shepherd – 4 min 00 s
5. Salome – 5 min 19 s
6. King David – 4 min 47 s
7. Field of Hedon – 3 min 33 s
8. Obdurate Obscura (Edwards, Chuck French) – 5 min 20 s
9. Hiss – 3 min 53 s
10. El-Bow (Edwards, French, Ordy Garrison, Neil Keener) – 2 min 42 s

## Musiciens ayant participé à l'album
- David Eugene Edwards, chant, guitares
- Ordy Garrison, batterie
- Chuck French, guitare
- Neil Keener, basse